# أمير تشراغعلي (الريف الشرقي)
أمير تشراغعلي (بالفارسية: امیرچراغعلی) هي منطقة سكنية تقع في إيران في قسم الريف الشرقي الريفي. يقدر عدد سكانها بـ 733 نسمة بحسب إحصاء 2016.